# FC The Belval Belvaux
Der FC The Belval Belvaux ist ein luxemburgischer Fußballverein aus der Ortschaft Beles (frz. Belvaux) in der Gemeinde Sassenheim.

## Geschichte
Der Verein wurde 1908 als The Bel-Val Belvaux gegründet. 1914 erfolgte die Fusion mit The Sportsmen Belvaux zu FC The Belval Belvaux.
Nach der deutschen Besetzung Luxemburgs 1940 wurde der Verein in FV Beles umbenannt. 1944 erfolgte die Rückbenennung.
1960 bot sich The Belval als Drittem der Ehrenpromotion erstmals die Möglichkeit zum Aufstieg in die höchste luxemburgische Spielklasse, die Nationaldivision. Wegen des Ausschlusses von Alliance Düdelingen aus der Nationaldivision kam es zu Ausscheidungsspielen gegen den CS Fola Esch. Nachdem zwei Spiele jeweils 1:1 nach Verlängerung endeten, unterlag The Belval im dritten Spiel deutlich mit 1:6.
Zwei Jahre später gelang der Aufstieg in die Nationaldivision. The Belval schaffte jedoch nicht den Klassenerhalt und stieg am Ende der Saison 1962/63 mit nur zwei Siegen und zwei Unentschieden aus 22 Spielen als Tabellenletzter ab.
Seitdem bewegt sich der Verein bis heute zwischen der Ehrenpromotion und der 2. Division (vierte Spielklasse).

## Erfolge
2012 gewann The Belval durch ein 1:0 über Etoile Sportive Clemency die Coupe FLF, den nationalen Pokalwettbewerb für Vereine der 1., 2. und 3. Division (dritte bis fünfte Spielklasse).

## Ehemalige Spieler
| - Paolo Amodio (2009–2011) - Omar Er Rafik (2020–2023) - Michel Kettenmeyer (2020–2023) - Moussa Maâzou (2023–2024) - Servan Taştan (2023–2024) |